# Biocat
Biocat és l'entitat que coordina i promou la biotecnologia, la biomedicina i les tecnologies mèdiques innovadores a Catalunya, és a dir, la BioRegió de Catalunya. La seva missió és impulsar les tecnologies mèdiques i dinamitzar tots els agents que actuen en aquest àmbit i les seves iniciatives, per tal de configurar un entorn amb un sistema potent de recerca, una transferència de coneixement activa, i un teixit empresarial emprenedor que esdevingui motor econòmic del país i contribueixi al benestar de la societat.
Creada el 2006 sota l'impuls de la Generalitat de Catalunya i l'Ajuntament de Barcelona, Biocat és una fundació que aplega en els seus òrgans de govern representants de tots els estaments que configuren el sector: Administració, universitats, centres de recerca, empreses i entitats de suport.
Des de l'any 2018, el seu director és Jordi Naval.

## Organització
Biocat té un organigrama establert per gestionar tots els seus recursos i personal per aconseguir els resultats esperat. En primer lloc, hi ha el patronat del qual en penja la direcció general i l'adjunta de direcció. Seguidament, hi ha tota una sèrie de departaments amb competències diferents: comunicació i relacions internacionals directora del qual és Sílvia Labé, economia i serveis, al capdavant José M Larraz, i desenvolupament de negocis amb Jordi Fàbrega al cap.
El patronat és el màxim dirigent d'aquesta entitat. Dins d'aquest patronat hi ha diferents representats de les organitzacions o entitats col·laboradores en el projecte. Aquest patronat està dirigit per Artur Mas, com a president, Boi Ruiz com a vicepresident primer, després hi ha el vicepresident segons, els vocals i el secretari de l'entitat Josep Ramon Arisa.
Els vocals que formen el patronat són persones amb càrrec d'entitats públiques o privades.

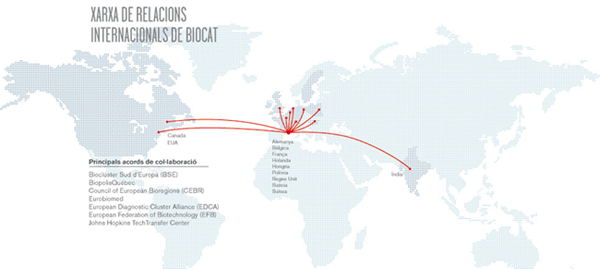
Mapa de la internacionalització de Biocat

## Acords i col·laboracions
Biocat té tota una sèrie de col·laboracions que l'ajuden a dur a terme els seus projectes i aconseguir els seus objectius. Alguns d'aquests acords són amb: Ajuntament de Barcelona, Federació Europea de Biotecnologia, European Diagnose clusters alliance, Kaospilot, Gesaworld grroup, Massachusetts Biotechnology Council, entre d'altres.

## Eixos principals
Biocat, com a entitat que promou la biomedicina i tecnologia, té tota una sèrie d'objectius que volen complir. Per això, han elaborat uns eixos principals i estratègics. Aquests són: percepció social de la biotecnologia, competitivitat empresarial i talent, internacionalització i consolidació del clúster. Aquests 4 eixos estan pensants per aconseguir el desenvolupament biomèdic i tecnològic català.
Biocat és una entitat que promou la recerca i projectes catalans a escala internacional. Intenta introduir les empreses catalanes als mercats internacionals més estratègics. Pel que fa a la societat, intenten sensibilitzar-la i aconseguir els millors resultats per millorar la seva qualitat de vida. Aquesta entitat també intenta formar a gent vàlida i aportar finançament.
A més a més, tenen dos projectes: B-Debate-International Center for Scientific Debate Barcelona I Candidatures catalanes per a una comunitat de coneixement i Innovació (KIC) de l'Institut Europeu d'Innovació i Tecnologia(EIT). La primera és un projecte conjunt amb Obra Social la Caixa que intenta promoure el debat científic i intercanvi d'opinions i idees a escala internacional